# Élection à la direction du Parti travailliste britannique de 1992
L'élection à la direction du Parti travailliste de 1992 a eu lieu en 1992 pour élire le chef du Parti travailliste à la suite de la démission de Neil Kinnock après la défaite des travaillistes lors des élections générales de 1992.
John Smith est élu chef du parti.

## Candidats
| Nom | Nom         | Mandat(s)                                                                   |
| --- | ----------- | --------------------------------------------------------------------------- |
|     | John Smith  | Chancelier de l'Échiquier du cabinet fantôme Député pour Monklands East     |
|     | Bryan Gould | Secrétaire d'État à l'Environnement du cabinet fantôme Député pour Dagenham |

## Résultats
| Candidat | Candidat    | Syndicats affiliés (40 %) | Syndicats affiliés (40 %) | Délégués dans les circonscriptions (30 %) | Délégués dans les circonscriptions (30 %) | Députés/ Députés européens (30 %) | Députés/ Députés européens (30 %) | Total |
| Candidat | Candidat    | Voix                      | %                         | Voix                                      | %                                         | Voix                              | %                                 | %     |
| -------- | ----------- | ------------------------- | ------------------------- | ----------------------------------------- | ----------------------------------------- | --------------------------------- | --------------------------------- | ----- |
|          | John Smith  | 4 822                     | 96,3                      | 597                                       | 98,0                                      | 229                               | 77,1                              | 91,0  |
|          | Bryan Gould | 187                       | 3,7                       | 12                                        | 2,0                                       | 68                                | 22,9                              | 9,0   |